# Casa Tarraubella
Casa Tarraubella és una casa del poble d'Orrit, al municipi de Tremp. En anteriors divisions municipals era pertanyent al terme de Sapeira. És a l'extrem de llevant del poble d'Orrit, en el coster on es drecen les ruïnes d'aquest poble, al nord-est del Pont d'Orrit.